# Peter Tschiene
Peter Tschiene (* 18. April 1935; † 15. September 2024 in Darmstadt) war ein deutscher Sportwissenschaftler und Trainer.

## Leben
Tschiene war Leichtathlet beim SC Neubrandenburg. Nach seiner Übersiedlung in die Bundesrepublik war er seit der Gründung im Jahr 1971 bis 2017 der Chefredakteur der Trainerzeitschrift Leistungssport des Deutschen Olympischen Sportbunds. Er war bis zu seinem Ruhestand Akademischer (Ober)Rat am Institut für Sportwissenschaft der Technischen Universität Darmstadt und Trainer des ASC Darmstadt. Zu seinen Erfolgen als Trainer der leichtathletischen Würfe gehörten u. a. die Hammerwurf-Weltrekorde von Walter Schmidt. Er war Berater des italienischen Leichtathletikverbandes und Olympischen Komitees Comitato Olimpico Nazionale Italiano. Durch Tschiene als Übersetzer von Büchern und Artikeln sind die Erkenntnisse der sowjetischen Trainingswissenschaft seit Ende der 1960er-Jahre in die bundesdeutsche Trainingswissenschaft zeitnah eingeflossen. Wegen dieser Brückenfunktion wurde ihm die Ehrendoktorwürde der Sporthochschule Kiew verliehen. Der WorldCat hat 85 Titel von ihm.
2018 wurde ihm die Ehrennadel des Deutschen Olympischen Sportbundes verliehen.